# Palaiphatosz (történetíró)
Palaiphatosz (Kr. e. 4. század) görög történetíró
Abüdoszból származott, Arisztotelész meghitt barátja volt. Munkái: „Attika”, „Daliaka”, „Arabica”. Műveiből mindössze töredékek maradtak fenn.